# Studnice
Studnice (niem. Ablassbrunn) – przysiółek wsi Chotków  w Polsce, położony w województwie lubuskim, w powiecie żagańskim, w gminie Brzeźnica. Wchodzi w skład sołectwa Chotków.
W latach 1975–1998 przysiółek należał administracyjnie do województwa zielonogórskiego.